# Rudolf (Schiff, 1903)
Das Motorschiff Rudolf (im lokalen Sprachgebrauch der Rudolf) ist ein auf dem Grundlsee in der Steiermark verkehrender ehemaliger Schraubendampfer.

## Das Schiff
Im Jahr 1902 übernahm der Gastwirt Rudolf Schraml die Schifffahrt auf dem Grundlsee von seinem Vater Albin. Ein neuer, größerer Schraubendampfer für 75 Personen wurde bei der Schiffswerft Linz bestellt und im Frühjahr 1903 geliefert. Der in Einzelteilen gelieferte Dampfer (Baunummer 456) wurde vor Ort in Grundlsee zusammengebaut. Die kommissionelle Probefahrt des 19,5 m langen und 3,7 m breiten Schiffes erfolgte am 15. Juni 1903 zur vollsten Zufriedenheit aller Beteiligten. Der Dampfer wurde zu Ehren der Ehefrau von Ferdinand Fürst Kinsky, einem langjährigen Sommergast, auf den Namen Fürstin Kinsky getauft.

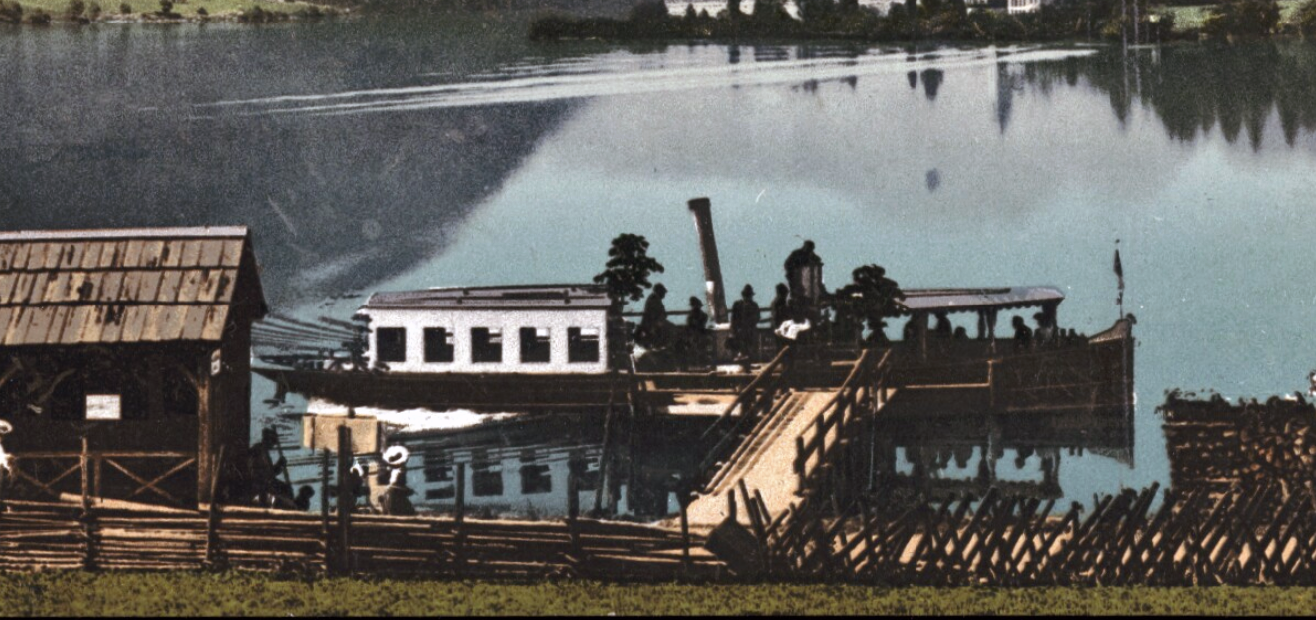
Die Fürstin Kinsky in Gößl (1906)

Am 21. Juni 1903 nahm die Fürstin Kinsky den regelmäßigen Linienverkehr auf, für die Strecke von der Seeklause bis Gößl brauchte das Schiff damals ungefähr 25 Minuten. Der Antrieb erfolgte bis 1954 durch eine 25 PS starke Dampfmaschine. Bedingt durch den Ersten Weltkrieg ruhte der Schiffsverkehr auf dem See in den Jahren 1917 bis 1920, in diesem Jahr übernahm Ernst Zimmermann den Betrieb.
Das ursprünglich schwarz lackierte Schiff wurde zu einem nicht näher bekannten Zeitpunkt ganz weiß lackiert, der offene Steuerstand erhielt ein Steuerhaus. Lediglich der Rauchfang dürfte gelb lackiert geblieben sein. Nach einer lokalen NS-Größe erfolgte 1938 die Umbenennung in Rudolf Erlbacher, durch die 1945 erfolgte „Entnazifizierung“ des Schiffes entfiel lediglich der Nachname. Die heutige Benennung bezieht sich jedoch auf Kronprinz Rudolf.

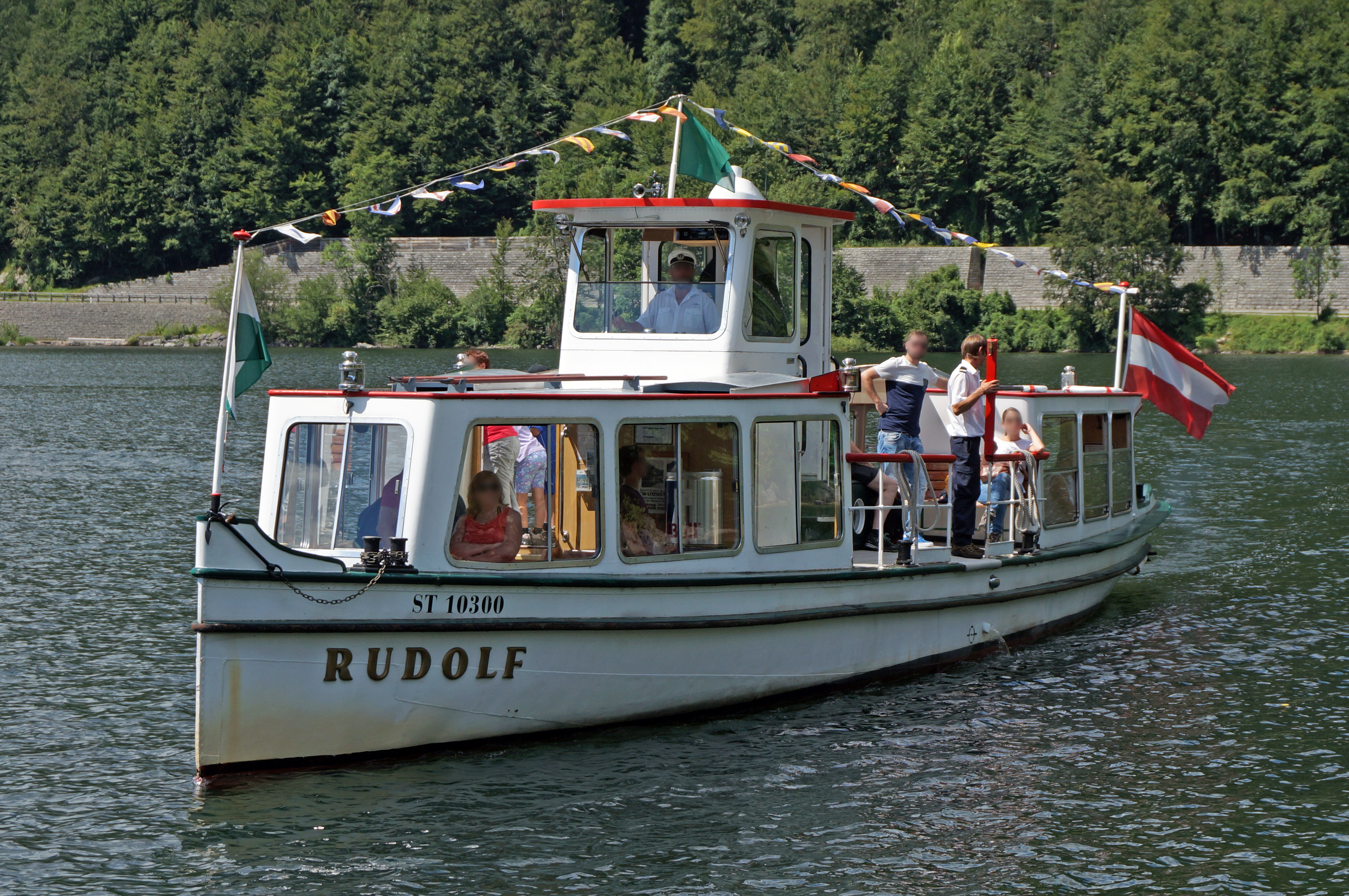
Die Rudolf im Zustand von 1965 bis 2016

1954 wurde die Dampfmaschine gegen einen 110 PS starken Dieselmotor von Deutz ausgetauscht. Der Rumpf wurde im Jahr 1961 von der Schiffswerft Korneuburg erneuert, im Jahr 1964 erhielt das Schiff eine neue Antriebsanlage mit einem Mercedes-OM-312-Dieselmotor mit 77 PS Leistung und im Folgejahr neue Aufbauten aus Aluminium von der Schiffswerft Linz. Die Rudolf zeigte jedoch weiterhin eine ungenügende Stabilität mit Tendenz zur Hecklastigkeit.
In diesem Zustand war die Rudolf bis zum Ende der Saison 2016 im Einsatz. Bereits 2015 hatte Dietrich Mateschitz die Schifffahrt am Grundlsee gekauft und investierte nun in die Modernisierung der altersschwachen Flotte. Da nur ein relativ kurzer Zeitraum für den Umbau möglich war (Saisonende 2016 bis Saisonbeginn 2017), wurde der Auftrag zur Renovierung der beiden Schiffe (das Schwesterschiff Traun von 1972) an die Firma Shiptec in Luzern vergeben. In 10.000 Arbeitsstunden wurde die Rudolf binnen vier Monaten komplett saniert und mit neuen, an das ursprüngliche Erscheinungsbild angelehnten Aufbauten versehen. Der Rumpf wurde durch sogenannte Sidesponsons seitlich um je 75 cm verbreitert und damit die Schwimmlage verbessert. Das Steuerhaus wurde historisierend in Mahagoni ausgeführt. Als Antriebsquelle dient nun ein 181 PS starker dieselelektrischer Hybrid-Antrieb von Siemens Nautica Italia.